# Matthew Ponsonby (2e baron Ponsonby de Shulbrede)
Matthew Henry Herbert Ponsonby, 2e baron Ponsonby de Shulbrede (26 juillet 1904 - 29 avril 1976) est un pair britannique.

## Biographie
Il est le fils d'Arthur Ponsonby, de son mariage avec Dorothea Parry. Il fait ses études à la Leighton Park School et au Balliol College d'Oxford .
Ponsonby a quelques difficultés avec les Responsions pour entrer à Oxford et doit être encadré pour eux, n'arrivant à Balliol qu'en 1923, quand il a dix-neuf ans . À l'Université, il est un ami d'Evelyn Waugh, avec qui, en 1925, il est arrêté par la police, alors que les deux sont en tournée dans un pub et que Ponsonby conduit dans le mauvais sens le long d'Oxford Street alors qu'il est ivre. Ponsonby perd son permis de conduire et est condamné à une amende de 23 £, alors une somme importante ,. Un autre ami d'université, Anthony Powell, rappelle à la sœur de Ponsonby, Elizabeth, qu'elle est "une sorte d'héroïne à potins de ce qui a été plus tard considéré comme le monde des Vile Bodies ". Contrairement à sa sœur, il est resté friand de la maison de campagne de leurs parents, le prieuré de Shulbrede, et participe avec enthousiasme aux fouilles archéologiques de son père et de Charles Strachey. À Oxford, il est ami d'Arden Hilliard, le fils de l'économe du Balliol College d'Oxford.
Ponsonby épouse Elizabeth Mary Bigham, une fille de Clive Bigham (2e vicomte Mersey), et ils ont cinq enfants: Thomas Arthur Ponsonby, plus tard 3e baron (1930–1990); William Nicholas Ponsonby (1933–1942); Laura Mary Ponsonby (1935–2016); Rose Magdalen Ponsonby (née en 1940) et Catherine Virginia Ponsonby (née en 1944).
En 1930, le père de Ponsonby est créé baron Ponsonby de Shulbrede, pairie à laquelle il accède à la mort de son père en mars 1946, lui donnant un siège à la Chambre des lords. En 1955, il est juge de paix pour le Sussex de l'Ouest et il est également membre du conseil du Royal College of Music.